# 유대 아람어

1948년 이스라엘 건국 이전 현대 유대 아람어의 분포

유대 아람어(Judeo-Aramaic)는 히브리어의 영향을 받은 아람어 방언들이다.

## 역사

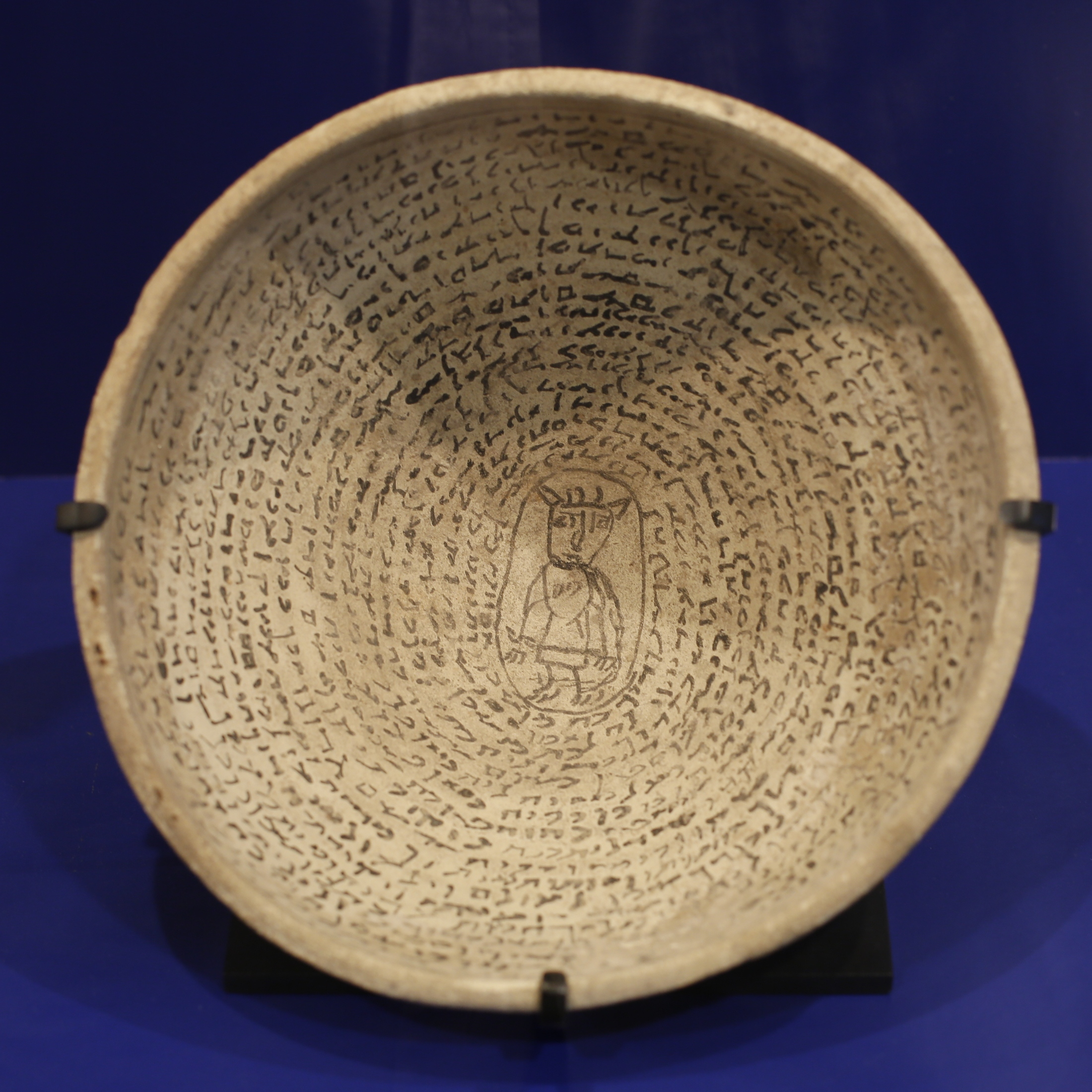
유대 아람어가 적힌 주술적 그릇

아람어는 히브리어와 마찬가지로 북서셈어군에 속하고, 두 언어는 많은 특징을 공유한다. 기원전 7세기부터 아람어는 중동의 링구아 프랑카가 되었다. 아람어는 외교와 무역의 언어가 되었지만 아직 평범한 히브리인이 아람어를 사용하지는 않았다. 열왕기하 18장 26절을 보면 유다의 왕 히즈키야의 전령들이 아시리아 사절들에게 유다 백성이 알아듣지 못하도록 “유다 말”이 아니라 아람어로 말해 달라 부탁하는 모습이 나온다.
기원전 6세기에 바빌론 유수를 거치면서 메소포타미아의 공용어인 아람어가 점차 유대인의 일상에 스며들었다. 기원전 500년경에 아케메네스 제국의 황제 다리우스 1세는 아람어를 제국 서부의 공식 언어로 지정했고, 바빌론의 동부 아람어 방언이 표준이 되었다. 그러나 1955년에 리처드 프라이는 제국 아람어가 “공식 언어”였다는 데 의문을 제기하며, 살아남은 칙령 가운데 어떤 언어에든 그런 지위를 명시적으로 부여한 것이 없다는 점을 근거로 들었다.
남아 있는 기록을 토대로 다음과 같은 과정을 거쳐 히브리어가 아람어로 대체되었음을 알 수 있다.
1. 히브리어가 모어로 습득되고 사회의 모든 영역에서 쓰인다. 히브리어와 비슷한 여러 가나안어군 언어들도 사용된다.
2. 아람어가 국제 외교와 교역에 쓰인다.
3. 아람어가 제국의 피지배 민족과 제국 행정에 쓰인다.
4. 아람어가 점차 (예컨대 장터 등) 공적인 삶의 언어가 된다.
5. 아람어가 점차 가정에서도 히브리어를 대체하고, 히브리어는 종교 활동에서만 쓰이게 된다.

각 단계는 오랜 시간에 걸쳐 진행되었고 변화의 속도는 장소와 사회 계급에 따라 달랐다. 특정 상황에서 히브리어를 사용하느냐 아람어를 사용하느냐에는 사회적·정치적·종교적 요인이 영향을 주었을 것이다.

## 그리스의 지배로부터 디아스포라까지

4 ~ 6세기경의 유대 아람어 새김글. 조지아 므츠헤타.

기원전 331년부터 시작된 알렉산드로스 대왕의 중동 정복은 수백 년을 이어온 메소포타미아의 통치를 끝내고 그리스어를 지배적 위치에 올려놓았다. 그리스어는 셀레우코스 제국 전역의 공용어가 되었지만 아람어를 사용하는 저항 세력도 상당히 남아 있었다.
유대 지방은 아람어가 지배적 지위를 유지한 곳 중 하나였다. 바빌로니아의 유대인도 계속해서 아람어를 사용했다. 페르시아 권력의 해체와 그리스 지배로의 대체는 유대 사회에서 히브리어의 몰락을 불러온 마지막 일격이 되었다. 셀레우코스와 하슈모나이 시대의 기록을 보면 유대인의 언어가 아람어로 완전히 바뀐 모습이 드러난다. 반면에 히브리어는 ‘신성한 언어’가 되었다. 이 시기의 변화를 보여주는 가장 오래된 증거는 다니엘서와 에즈라서가 기록된 언어인 성서 아람어다. 성서 아람어에는 히브리어에서 비롯한 유대 아람어의 여러 특징이 드러난다. 예컨대 단어 끝의 장모음 a 및 동사의 사동형 어간의 접두사를 나타내기 위해 종종 알레프 대신 헤를 사용한 것이나, 남성 복수 접미사 -īn 대신에 종종 -īm을 사용한 것 등이다.
하슈모나이 왕국 시대에는 여러 층(strata)의 아람어가 나타나기 시작했다. 법적·종교적·개인적 문서에 쓰인 아람어는 히브리어에서 영향받은 표현이나 구어체 표현을 각기 다른 정도로 포함하고 있다. 페르시아 지배 시기에 표준 아람어의 토대가 되었던 바빌로니아 방언은 계속해서 규범적 지위를 유지했고, 그 때문에 동부 유대인들이 쓴 글이 더 좋은 취급을 받았다. 유대인 공동체의 아람어는 서부(팔레스타인)와 동부(바빌로니아) 방언으로 뚜렷하게 나뉜다. 유대인 대중이 성서 히브리어를 이해하지 못하게 되면서 구약성서의 아람어 번역인 타르굼이 보다 중요해졌다. 처음에 타르굼은 단순히 성경 구절을 아람어로 풀어서 설명한 것에서 출발했을지도 모르지만, 점차 ‘공식적인’ 표준 타르굼이 만들어져 확산되었다. 그 중에 유명한 것으로 타르굼 온켈로스와 타르굼 요나탄이 있는데, 둘 다 원래는 팔레스타인 방언으로 되어 있었지만 어느 정도 바빌로니아 방언에 맞게 교정되었다. 결국에는 유대와 갈릴래아에서도 타르굼이 표준이 되었다. 카디시를 비롯해 몇몇 기도문에 쓰인 전례 아람어(Liturgical Aramaic)는 여러 방언이 섞인 것으로 성서 아람어와 타르굼의 아람어에서도 다소 영향을 받았다. 유대교 신학자들은 히브리어를 계속 사용했지만, 가장 종파적인 글에조차도 아람어는 쓰였다. 아람어는 사해 문서에 상당히 많이 쓰였고, 미슈나와 토세프타에도 히브리어와 함께 쓰였다.

## 디아스포라
기원후 70년 제1차 유대-로마 전쟁과 135년 바르 코크바의 난, 그리고 그에 이어진 로마 제국의 보복은 유대 사회와 종교의 해체를 불러왔다. 그러나 바빌로니아의 유대교 신학은 계속해서 번창했고 서쪽에서는 랍비들이 갈릴래아에 정착해 학문을 이어갔다. 이 시기의 유대 아람어는 페르시아 제국의 공식 아람어와 상당히 달라져 있었다. 지배적인 방언은 중기 바빌론 아람어였고, 이는 바빌로니아 탈무드의 기초가 된다. 중기 갈릴래아 아람어는 원래 북부의 구어 방언이었는데, 서부의 문어에도 영향을 끼치게 되었다. 히브리어 및 아람어 경전의 발음을 나타내기 위해 모음 부호를 만들어 붙인 마소라 학자들의 모어는 중기 갈릴래아 아람어였을 가능성이 가장 높다. 따라서 점이 붙은 타나크의 표준 모음 부호는 보다 이른 시기의 히브리어보다도 중기 갈릴래아 아람어의 발음을 더 잘 드러내는 것일 수 있다.
유대인 디아스포라가 더 넓은 지역에 더 엷게 퍼져나가면서 아람어는 다른 언어들에게 유대 공동체의 제1언어라는 지위를 내주게 되었다. 히브리어가 그랬듯이 아람어도 결국 신학자들만이 이해하는 언어가 되었다. 13세기 스페인에서 출판된 조하르와 유명한 16세기 유월절 노래인 하드 가드야는 유대인들이 아람어를 잊은 지 오랜 시간이 지난 뒤에도 탈무드의 언어인 아람어가 유대인들에게 여전히 중요한 의미를 지녔음을 보여준다.

### 20세기
메소포타미아의 여러 아람어 사용 지역에서는 아람어가 계속해서 유대인 공동체의 모어로 남았다. 20세기 초에는 우르미아호에서 모술의 평원까지, 동쪽으로는 사난다지까지 이르는 넓은 지역에 아람어를 사용하는 작은 유대인 공동체가 수십 개 있었다. 또 같은 지역에 아람어를 사용하는 기독교 공동체도 많이 있었다. 자호 같은 곳에서는 유대인과 기독교인이 사용하는 아람어가 거의 같았지만, 사난다지 같은 곳에서는 서로의 아람어 방언을 이해하지 못했다. 유대인의 아람어 방언 사이에 상호 이해도는 그다지 높지 못했다.
20세기 중반에 이스라엘이 건국되면서 수백 년의 역사를 지닌 아람어 사용 공동체들은 격변을 겪었다. 오늘날 유대 아람어가 모어인 사람은 대부분 이스라엘에 살고 있지만, 그들의 서로 다른 언어는 점차 현대 히브리어로 대체되어 가고 있다.

## 현대 언어들
현대 유대 아람어들은 (이스라엘로 돌아오기 이전의) 지리적 위치에 따라 구분된다.
- 리샤나 데니어: 본디 이라크 북부와 터키 동남부의 쿠르디스탄 지역에서 쓰임
- 리샨 디단어: 본디 이란령 아제르바이잔과 터키의 반호 지역에서 쓰임
- 리샤니드 노샨어: 본디 이라크 동북부 아르빌 지역에서 쓰임
- 훌라울라어: 본디 이란령 쿠르디스탄 지역에서 쓰임
- 바르잔 유대 아람어 또는 리샤니드 자난어: 본디 이라크 아크라 인근의 3개 마을에서 쓰임
- 베타누레 유대 아람어 또는 리샨 후다예어: 본디 이라크 베타누레 마을에서 쓰임

## 유대-아람학
유대-아람학은 유대학과 아람학 사이의 학제간 연구 분야로서 잘 확립되어 있다. 유대-아람학은 언어뿐만 아니라 과거와 현재의 아람어 사용 유대인 공동체의 문화적 유산을 폭넓게 다루는 분야이다.

## 같이 보기
- 바빌로니아 유대 아람어
- 팔레스타인 유대 아람어

## 참고 문헌
- Beyer, Klaus (1986). 《The Aramaic Language: Its Distribution and Subdivisions》. Göttingen: Vandenhoeck & Ruprecht. ISBN 9783525535738.
- Gzella, Holger (2015). 《A Cultural History of Aramaic: From the Beginnings to the Advent of Islam》. Leiden-Boston: Brill. ISBN 9789004285101.
- Khan, Geoffrey (2008). 《The Jewish Neo-Aramaic Dialect of Urmi》. Gorgias Press LLC. ISBN 978-1-59333-425-3.
- Khan, Geoffrey (2009). 《The Jewish Neo-Aramaic Dialect of Sanandaj》. Gorgias Press LLC. ISBN 978-1-60724-134-8.
- Morgenstern, Matthew (2011). 《Studies in Jewish Babylonian Aramaic: Based Upon Early Eastern Manuscripts》. Winona Lake: Eisenbrauns.
- Parpola, Simo (2004). “National and Ethnic Identity in the Neo-Assyrian Empire and Assyrian Identity in Post-Empire Times” (PDF). 《Journal of Assyrian Academic Studies》 18 (2): 5–22. 2007년 11월 28일에 원본 문서 (PDF)에서 보존된 문서. 2021년 3월 12일에 확인함.
- Sabar, Yona (2002). 《A Jewish Neo-Aramaic Dictionary: Dialects of Amidya, Dihok, Nerwa and Zakho, Northwestern Iraq》. Wiesbaden: Otto Harrassowitz Verlag. ISBN 9783447045575.
- Sokoloff, Michael (1990). 《A Dictionary of Jewish Palestinian Aramaic of the Byzantine Period》. Ramat Gan: Bar Ilan University Press. ISBN 9789652261014.
- Sokoloff, Michael (2002). 《A Dictionary of Jewish Babylonian Aramaic of the Talmudic and Geonic Periods》. Ramat Gan: Bar Ilan University Press. ISBN 9780801872334.
- Sokoloff, Michael (2003). 《A Dictionary of Judean Aramaic》. Ramat Gan: Bar Ilan University Press. ISBN 9789652262615.
- Sokoloff, Michael (2012a). 〈Jewish Palestinian Aramaic〉. 《The Semitic Languages: An International Handbook》. Berlin-Boston: Walter de Gruyter. 610–619쪽. ISBN 9783110251586.
- Sokoloff, Michael (2012b). 〈Jewish Babylonian Aramaic〉. 《The Semitic Languages: An International Handbook》. Berlin-Boston: Walter de Gruyter. 660–670쪽. ISBN 9783110251586.
- Sokoloff, Michael (2014). 《A dictionary of Christian Palestinian Aramaic》. Leuven: Peeters.[깨진 링크(과거 내용 찾기)]
- Stevenson, William B. (1924). 《Grammar of Palestinian Jewish Aramaic》. Oxford: Clarendon Press. ISBN 9781725206175.